# 冨田酒造
冨田酒造有限会社（とみたしゅぞう）は、滋賀県長浜市木之本町にある酒造メーカー。創業は天文3年（1534年）であり、現存する日本の酒造会社としては5番目に古い。仕込水には蔵の井戸から湧き出る奥伊吹山系伏流水（中軟水）を用いている。

## 地理
琵琶湖の最北端、賤ヶ岳の近く、北国街道と北国脇往還が交わる宿場町「木之本宿」に所在する。木之本宿は牛馬市がたったほど宿場町としては大きく、参勤交代を始め多くの人々が行き交い七本鎗を飲んだことと思われる。酒蔵の近くには木之本地蔵院があり、門前町としても栄えていた。

## 沿革
冨田家は近江国守護職の京極家に仕える武家であったが、戦国時代に京極家が没落すると当地に帰農し、醸造業を生業としながら庄屋などの村役人を代々歴任した。明治維新後は11代目冨田忠利により、学校の開設や伊香相救社の運営、融通会社（後の江北銀行）の創設に尽力している。12代目冨田八郎はさらに事業を発展させるとともに、伊香郡木之本町長や伊香郡長、衆議院議員としても活躍した。『近江伊香郡志』を刊行した冨田八右衛門が13代目、経済学者で滋賀大学名誉教授、江北図書館名誉館長の冨田光彦は14代目である。
滋賀地方の蔵元では多く能登杜氏を招いての酒造りを行い、五百万石などの他県で産出された酒米を使用していた。しかし、当代では杜氏を招かず、地酒の地産に重きを置いている。これにより、酒米も地元長浜市の篤農家が育てる地元産の酒米を使用し、酒米銘柄も滋賀県で生まれた玉栄、滋賀渡船、吟吹雪を用いた酒造りに力を入れている。また、ビンテージの概念を日本酒に取り入れた熟成酒や、無農薬米を使い、伝統的な製法の生酛や木桶による造りにも取り組んでいる。

### 年表
- 1534年（天文3年）- 創業
- 1913年（大正2年）～1914年（大正2年）頃、長浜をはじめ、湖北地域に食客として逗留していた福田大観（北大路魯山人）が、12代目当主冨田八郎のために「七本鎗」「酒猶兵」の2点の扁額を制作[7]。尚、「酒猶兵」とは「酒はあたかも兵と同じである。一日として手元に備えておかないわけにはいかない。」の意[8]。
- 2001年（平成13年） - 地元篤農家と酒米の契約栽培を開始[9]。
- 2005年（平成17年） - 日本酒の国外輸出を開始[10]。
- 2007年（平成19年） - 滋賀県立長浜農業高校の生徒が育てた酒米で造る「長農高育ち」の共同生産を開始[11]。
- 2010年（平成22年） - 完全無農薬による酒造りを開始（七本鎗無農薬純米 無有）[12]。

## 建築物

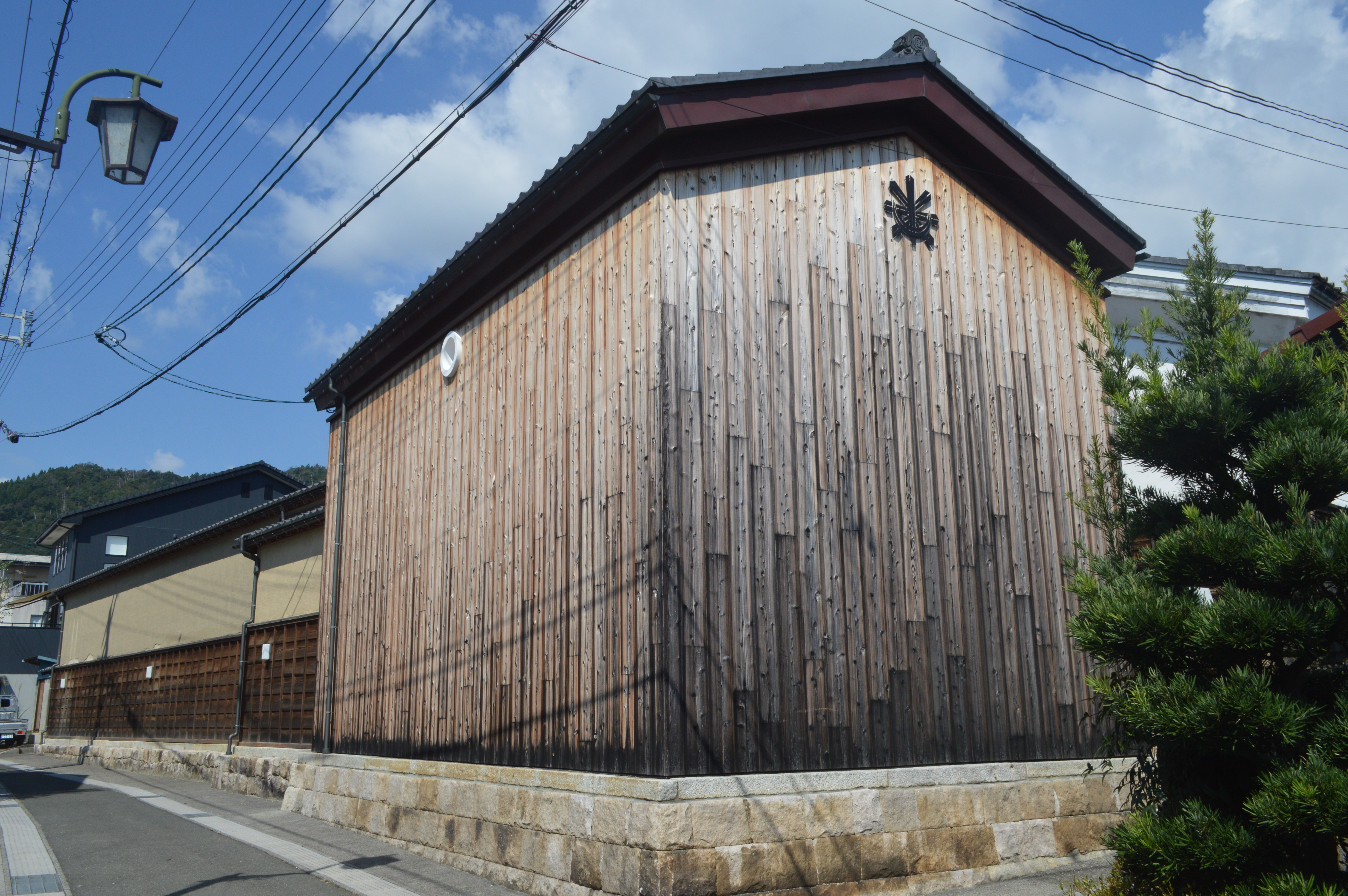
蔵

### 主屋
2019年（令和元年）9月10日には冨田酒造主屋が国の登録有形文化財に登録された。なお、2021年（令和3年）2月26日には同じく木之本町にある山路酒造主屋も登録有形文化財に登録された。長浜市は木之本町の重要伝統的建造物群保存地区（重伝建）選定を目指している。
主屋が建築されたのは延享元年（1744年）。切妻造桟瓦葺二階建。大屋根前面を二段に重ねて南を落棟とし、北側に平屋棟がつづいている。落棟を含む南の広い土間沿いに3室を並べ、平屋棟に座敷等4室を配する。輻輳する屋根が街道景観を豊かにしている大型町家である。

## 銘柄

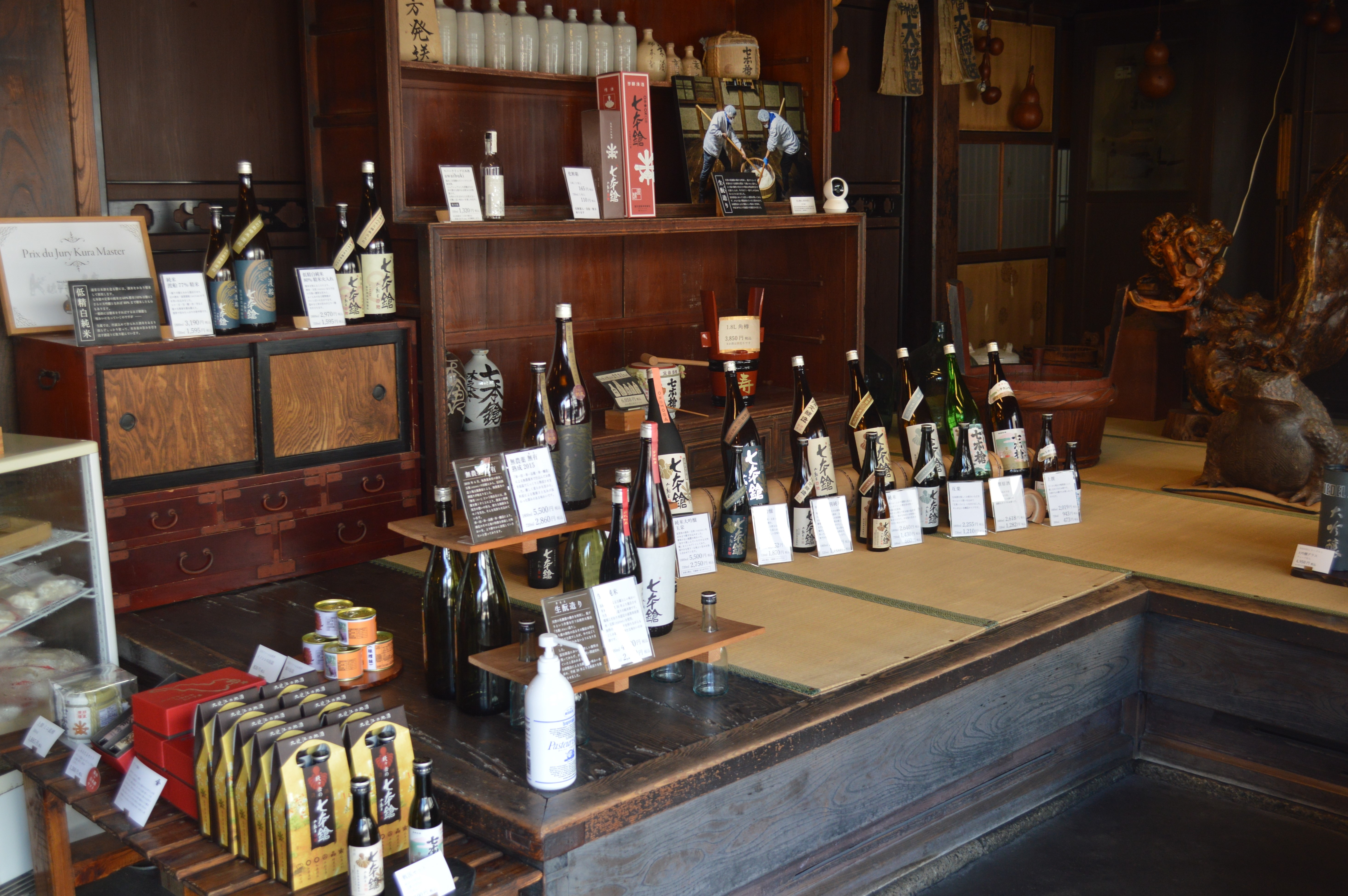
主屋の内部

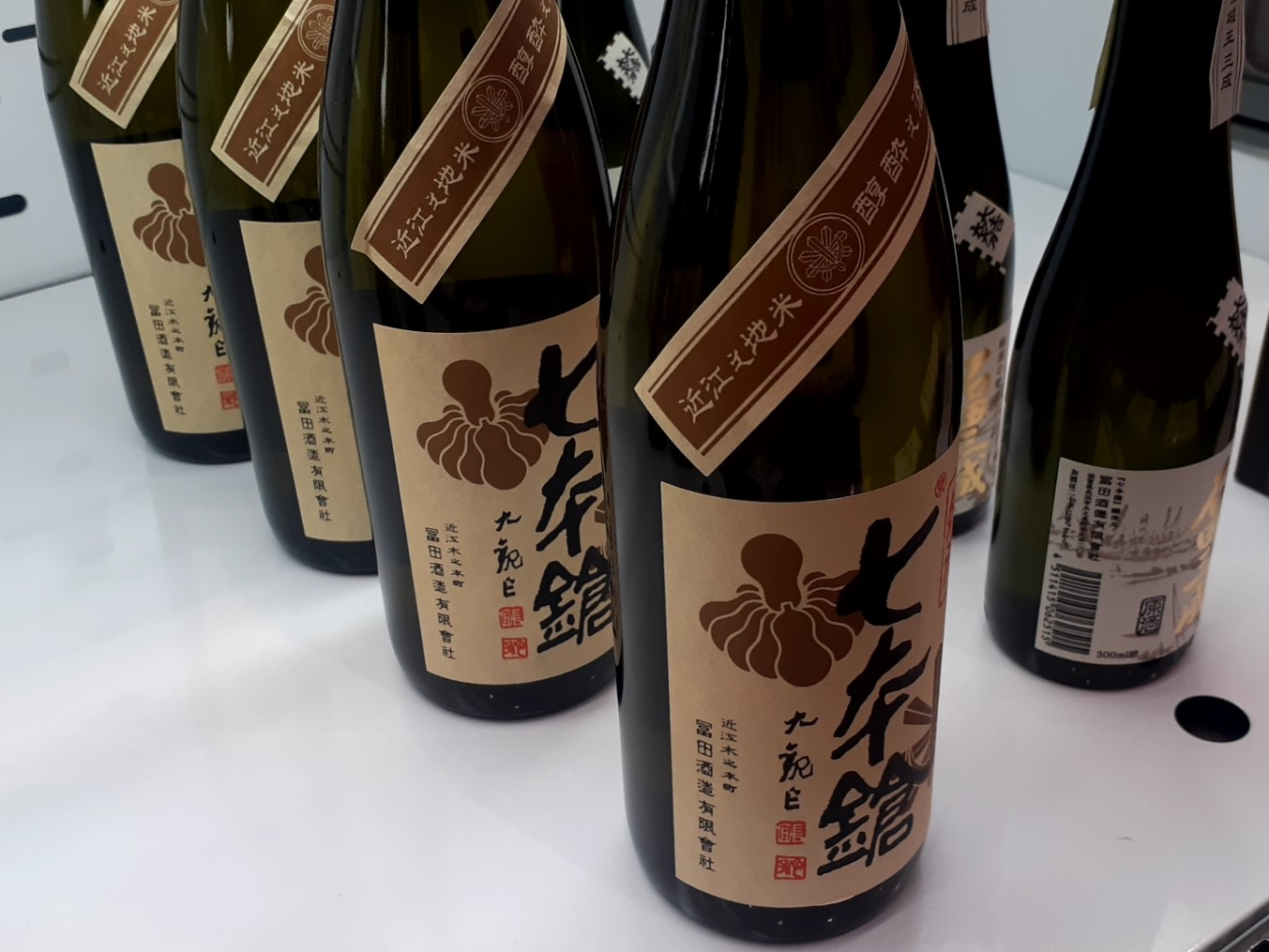
銘柄「七本槍」

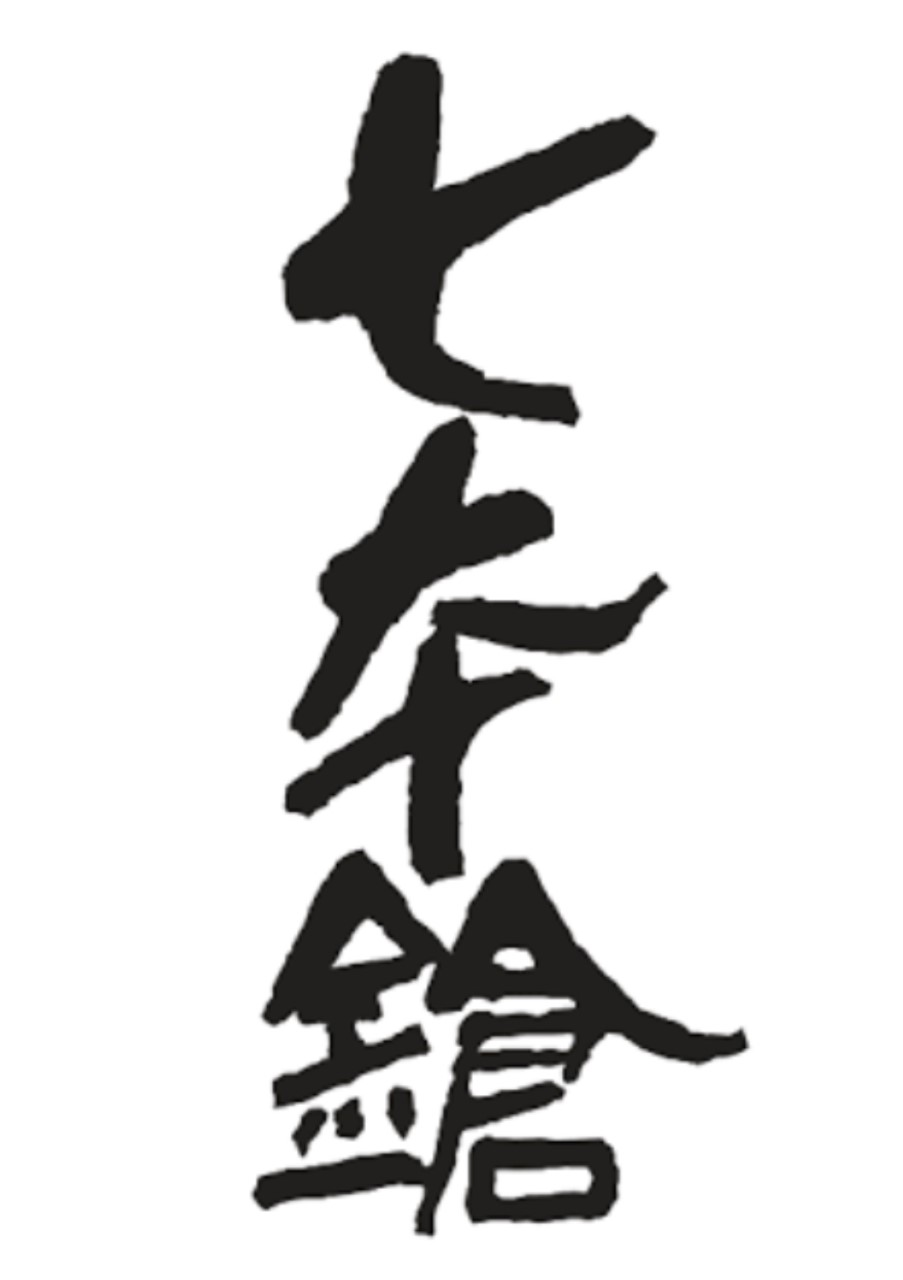
北大路魯山人による銘柄「七本槍」のロゴ

主要銘柄は「七本鎗」（しちほんやり）であり、「賤ヶ岳の七本槍」に由来している。本能寺の変の翌年である天正11年（1583年）、織田信長の跡目をめぐって羽柴秀吉と柴田勝家が戦った賤ヶ岳の戦いで、7人の若武者が勇猛果敢な働きによって秀吉を勝利へと導いた。「賤ヶ岳の七本槍」とは、この際の加藤清正・福島正則・片桐且元・加藤嘉明・脇坂安治・平野長泰・糟屋武則を指している。
鎗の字は木偏の「槍」ではなく、金偏の「鎗」である。これは揮毫した魯山人が七本槍の漢字に金偏の「鎗」を用いたことに由来する。金偏の「鎗」には”酒をいれる器”の意があることから、魯山人はあえて金偏の「鎗」を用いたと推測される。
定番酒
- 七本鎗
  - 純米大吟醸 玉栄
  - 純米大吟醸 渡船
  - 純米 77％精米 渡船
  - 純米 低精白80％精米　火入れ
  - 純米 14度原酒
  - 互楽（ごらく）
  - 上撰

限定酒
- 七本鎗
  - 生酛 木桶仕込 生原酒
  - 木ノ環（きのわ） 木桶仕込 生原酒
  - 無農薬純米 無有(むう)　生もと木桶
  - 無農薬純米 無有 火入れ
  - 純米吟醸 玉栄60% 蔵付酵母
  - 純米吟醸 吟吹雪 無濾過生原酒
  - 純米 活性にごり
  - 純米 搾りたて生原酒　玉栄
  - 純米 搾りたて生原酒　吟吹雪
  - 純米 14号酵母 玉栄 火入れ
  - 純米渡船 77％精米 無濾過生原酒
  - awaibuki スパークリング日本酒

熟成酒
- 七本鎗
  - 山廃純米 琥刻（ここく）2010年～
  - 無農薬純米 無有 熟成 2015
  - 純米シェリー樽熟成

## 受賞歴
Kura Master
- 2020年 - 純米酒部門 金賞 - 七本鎗 純米 無有
- 2018年 - 純米酒部門 最高賞「プラチナ賞」 - 七本鎗 純米渡船 77%精米
- 2018年 - 純米酒部門 審査員賞[16]
- 2017年 - 純米酒部門 金賞 - 七本鎗 純米原酒14度

## アクセス
鉄道
- JR北陸本線木ノ本駅より徒歩7分

自動車
- 北陸自動車道木之本ICより4分